# Ferdinand Bernabela
Ferdinand Bernabela (ur. w Kralendijk, Bonaire) – trener piłkarski z Bonaire.

## Kariera trenerska
1 maja 2014 roku został mianowany na trenera narodowej reprezentacji Bonaire.